# Dufourea viridescens
Dufourea viridescens är en biart som först beskrevs av Crawford 1916.  Dufourea viridescens ingår i släktet solbin, och familjen vägbin. Inga underarter finns listade i Catalogue of Life.